# Dendrobates tinctorius
Dendrobates tinctorius là một loài ếch phi tiêu. Loài này thuộc nhóm ếch phi tiêu lớn nhất với thân dài đến 5 cm. Loài ếch này phân bố khắp phần phía đông của Guiana Shield, bao gồm cả các khu vực thuộc Guyana, Suriname, Brazil, và gần như tất cả Guiana thuộc Pháp.